# Milan Oraze
Milan Oraze (Klagenfurt, 1967. március 29. –) osztrák labdarúgókapus, edző.

## Pályafutása

### Játékosként
Oraze labdarúgó-pályafutását szülővárosában, az alacsonyabb ligás SAK Klagenfurt csapatánál kezdte. 1991 és 1998 között az osztrák élvonalbeli Tirol Innsbruck hálóőre volt, a csapattal 1993-ban osztrák kupát nyert. 1998-ban a VSE St. Pölten csapatához igazolt. 1998 és 2004 között az SV Ried csapatában több mint százhatvan bajnoki mérkőzésen lépett pályára. 2004 őszén a Budapest Honvéd játékosa volt, hét élvonalbeli mérkőzésen szerepelt. Miután visszament Ausztriába, még egy szezont védett a nevelőegyesületében, majd felhagyott az aktív pályafutásával.

### Edzőként
Oraze 2006 és 2013 között a SAK Klagenfurt kapusedzőjeként tevékenykedett.

## Sikerei, díjai
Tirol Innsbruck
- Osztrák kupa (1): 1992–93